# Арда (ваканционно селище)
Вижте пояснителната страница за други значения на Арда.
Арда е ваканционно селище в Югоизточна България. То се намира в община Любимец, област Хасково.

## География
Създадено на мястото и територията на бившето село Ставри Димитрово изселено, през 1963 г. при построяването на яз. Ивайловград. Намира се на 4,5 км от главен път Любимец - Ивайловград в близост до с. Дъбовец.
През 1984 г. започва застрояването на вилна зона с цел отдих и туризъм за общините Свиленград и Любимец. През 2000 г. придобива официален статут на ваканционно селище. Модерно изградено, със съоръжения за воден туризъм и риболов, то обслужва не само жителите на съседните общини. Вилите, построени в селището, запазват бита и традициите на Източните Родопи.

## История
През османското владичество там е съществувало село Овъ Бюкъ.

## Религии
Селището разполага с 3 православни параклиса.

## Културни и природни забележителности
В поречието на река Арда гнездят няколко двойки бели орли и черни щъркели.

## Редовни събития
Ежегодно провеждане на регата по река Арда. Финала на регатата е в залива при ваканционно селище Арда.

## Риболов
Разнообразието на видове в язовира е обект на страст от риболовците. В язовира могат да бъдат уловени: сом, шаран, бяла риба, костур, каракуда, кефал, уклей, червеноперка. Лови се и змиорка, бял амур, щука и черна мряна, но слуката им е рядкост. През 70-те години е имало много големи количества распер, но видът е изчезнал.